# 马牧池乡
马牧池乡，是中华人民共和国山東省临沂市沂南县下辖的一个乡镇级行政单位。

## 行政区划
马牧池乡下辖以下地区：
桃花峪村、王家安子村、董家庄村、朱家坡村、野竹旺村、沙山村、新立村、横河村、拔麻村、马牧池北村、马牧池南村、东南官庄村、牛王庙村、双泉峪子村、西寺堡村、东柳沟村、张家峪子村、万粮村、柳洪峪村、城官村、崔家庄村、西柳沟村和辛庄村。